# Riivo
Riivo est un prénom masculin estonien apparenté au prénom Raymond et pouvant désigner :

## Prénom
- Rait-Riivo Laane (en) (né en 1993), joueur estonien de basket-ball
- Riivo Roose (et) (né en 1987), compétiteur estonien en course d'orientation
- Riivo Sinijärv (en) (né en 1947), homme politique estonien
- Riivo Valge (en) (né en 1975), officier militaire estonien

## Référence
1. ↑  (en) First Name Riivo - themeaningofthename.com